# Per Paulsson
Per Paulsson, född 11 juli 1817 i Vekerum, Mörrums socken, död 3 augusti 1889 i Ronneby, var en svensk folkskollärare och författare.
Per Paulsson var son till bonden Paul Pehrsson. Han erhöll endast grundläggande skolundervisning. Som ung var han lärare i Mörrums socken, där han 1838 var en av stiftarna av Sveriges första folkskollärareförening. 1841 avlade han folkskollärarexamen i Lund, där han senare även tog organist- och klockarexamen. Efter anställning som lärare i Skåne och Blekinge blev han 1858 klockar i Hjärnarps och Tåstarps socknar. Där råkade han i konflikt med kyrkoherden och avsattes 1876. Han försörjde sig därefter än som sakförare och domstolsreferent, än som vikarierande folkskollärare. Dessutom utgav han 1877 Laholms Tidning och 1877–1879 Engelholmsposten. Paulsson var en självständig personlighet, som stred för bättre arbetsförhållanden och tryggare anställningsvillkor för folkskollärarna. Genom hans ihärdighet tillkom riksdagens beslut om understöd åt äldre behövande folkskollärare, en förmån som han dock själv ej fick åtnjuta. Han författade några skolhistoriska arbeten, varibland märks Historik öfver folkundervisningen i Sverige från äldsta till nuvarande tid (1866) och Lärobok i svenska folkskolans historia (1868), Matrikel för kyrkans och skolans lägre tjenstemän i Lunds stift (1860) och Svenska kyrkans och skolans lägre tjenstemäns historia (1872).